# Evi Huss
Evi Huss, född 1974, är en tysk kanotist.
Hon tog VM-guld i K-1 lag i slalom 1997 i Três Coroas.